# ザ・ソウル・アルバム
『ザ・ソウル・アルバム』（The Soul Album）は、オーティス・レディングが1966年4月に発表した4作目のスタジオ・アルバム。

## 解説
「ジャスト・ワン・モア・デイ」は1965年12月発表のシングル「お前をはなさない」のカップリング曲として発表された曲で、Billboard Hot 100では85位、ビルボードのR&Bシングル・チャートでは15位に達した。また、「エニー・オール・ウェイ」は、1966年2月に前アルバム『オーティス・ブルー』（1965年）から「サティスファクション」がシングル・カットされた際、カップリング曲として発表された。「イッツ・グロウイング」は、テンプテーションズが1965年にシングル・ヒットさせた曲のカヴァー。
レディングの母国アメリカではBillboard 200で54位、ビルボードのR&Bアルバム・チャートでは3位に達した。全英アルバムチャートでは、2作連続のトップ10入りは果たせなかったが、最高22位に達している。

## 収録曲
Side 1
1. ジャスト・ワン・モア・デイ - "Just One More Day" (Otis Redding, Steve Cropper, McElvoy Robinson) - 2:55
2. イッツ・グロウイング - "It's Growing" (Smokey Robinson, Warren "Pete" Moore) - 2:40
3. 煙草とコーヒー - "Cigarettes and Coffee" (Jerry Butler, Eddie Thomas, Jay Walker) - 4:00
4. チェイン・ギャング - "Chain Gang" (Sam Cooke) - 2:58
5. ノーバディ・ノウズ・ユー - "Nobody Knows You When You're Down and Out" (Jimmy Cox) - 3:10

Side 2
1. グッド・トゥ・ミー - "Good to Me" (O. Redding, Julius Green) - 3:45
2. スクラッチ・マイ・バック - "Scratch My Back" (James Moore) - 2:45
3. トリート・ハー・ライト - "Treat Her Right" (Roy Head, Gene Kurtz) - 2:10
4. エヴリバディ・メイクス・ア・ミステイク - "Everybody Makes a Mistake" (Eddie Floyd, Alvertis Isbell) - 3:00
5. エニー・オール・ウェイ - "Any Ole Way" (O. Redding, S. Cropper) - 2:32
6. 634-5789 - "634-5789" (S. Cropper, E. Floyd) - 2:50

## 参加ミュージシャン
- オーティス・レディング - ボーカル
- スティーヴ・クロッパー - ギター
- ブッカー・T・ジョーンズ - キーボード
- アイザック・ヘイズ - キーボード
- ドナルド・ダック・ダン - ベース
- アル・ジャクソン・ジュニア - ドラムス
- ウェイン・ジャクソン - トランペット
- サミー・コールマン - トランペット
- ジーン・ミラー - トランペット
- アンドリュー・ラヴ - テナー・サックス
- チャールズ・アクストン - テナー・サックス
- フロイド・ニューマン - バリトン・サックス